# Sirmione
Sirmione là một đô thị thuộc tỉnh Brescia trong vùng Lombardia ở Ý. Đô thị này có diện tích 33 km², dân số thời điểm 31 tháng 12 năm 2004 là 7280 người. Đô thị này có các làng sau: Colombare di Sirmione, Lugana, Rovizza. Một phần của thị trấn là một bán đảo nằm ló ra ngoài hồ.
Đô thị này giáp với các đô thị sau: Castelnuovo del Garda, Desenzano del Garda, Lazise, Padenghe sul Garda, Peschiera del Garda.

## Hình ảnh

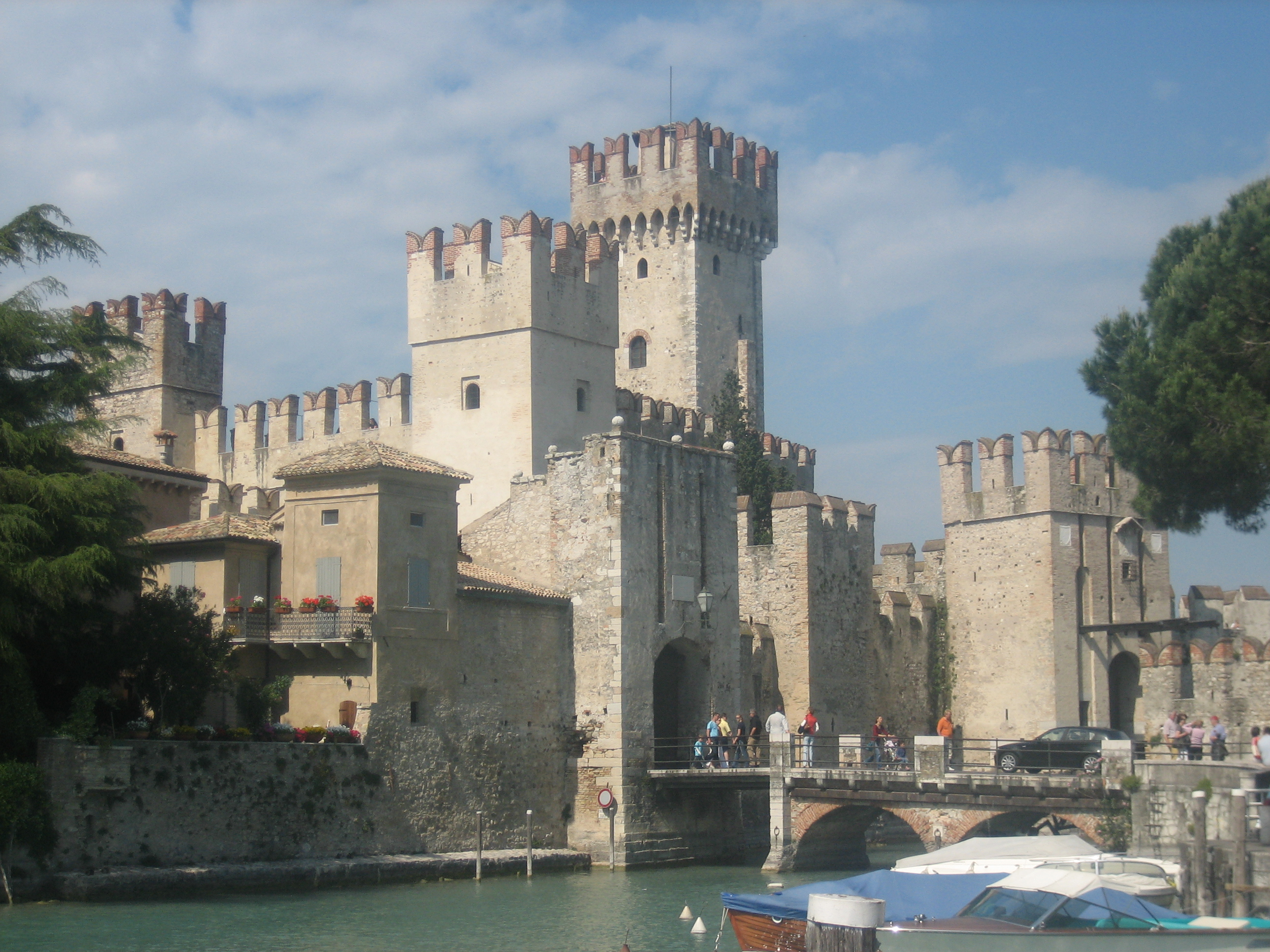
Lâu đài ở Sirmione

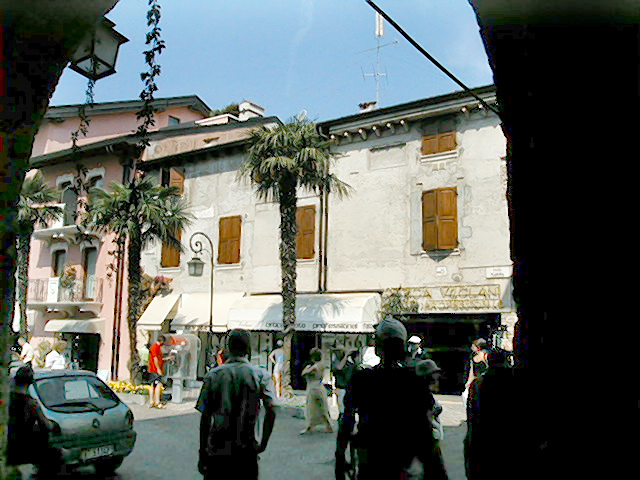
Sirmione
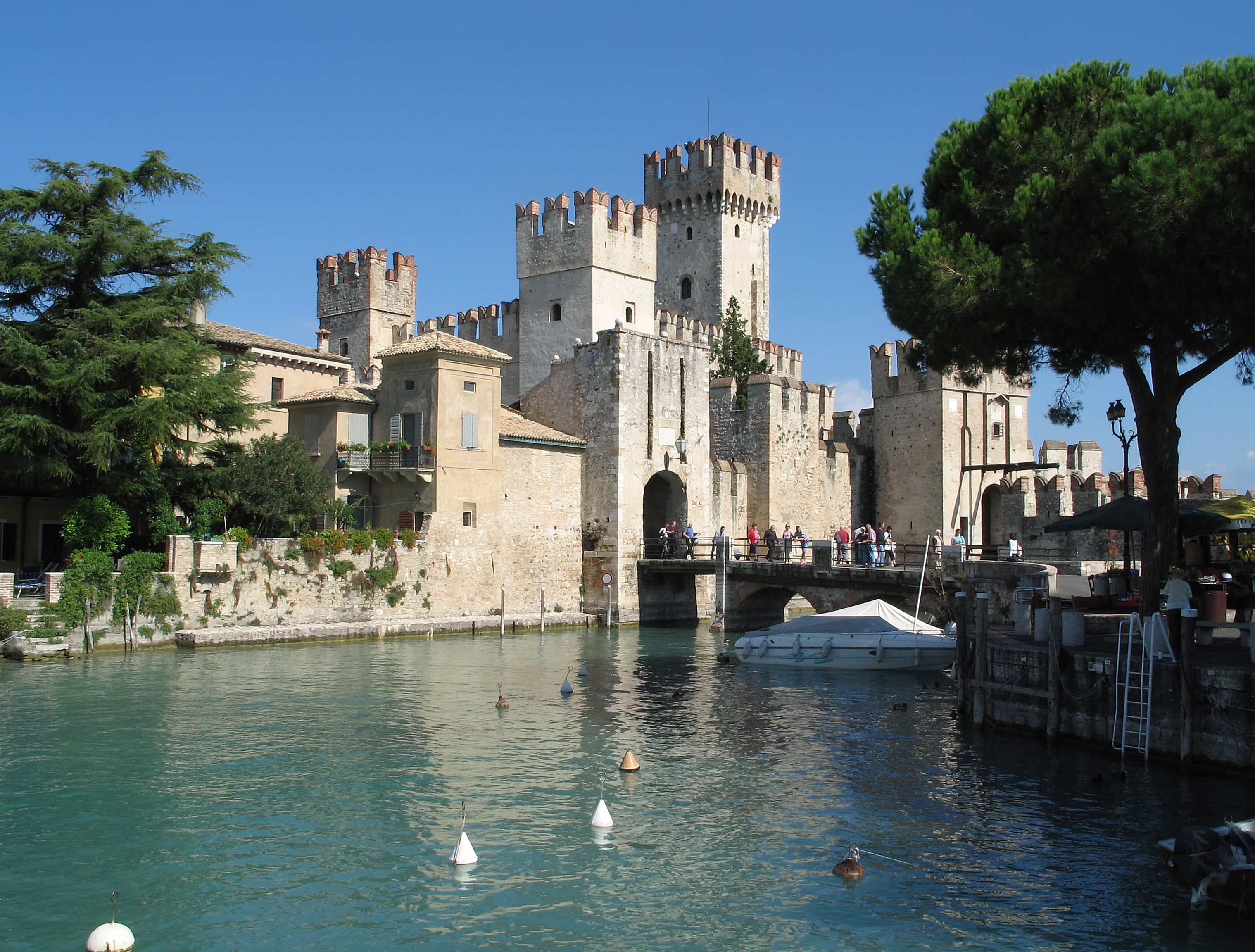
Scaligerburg 2006
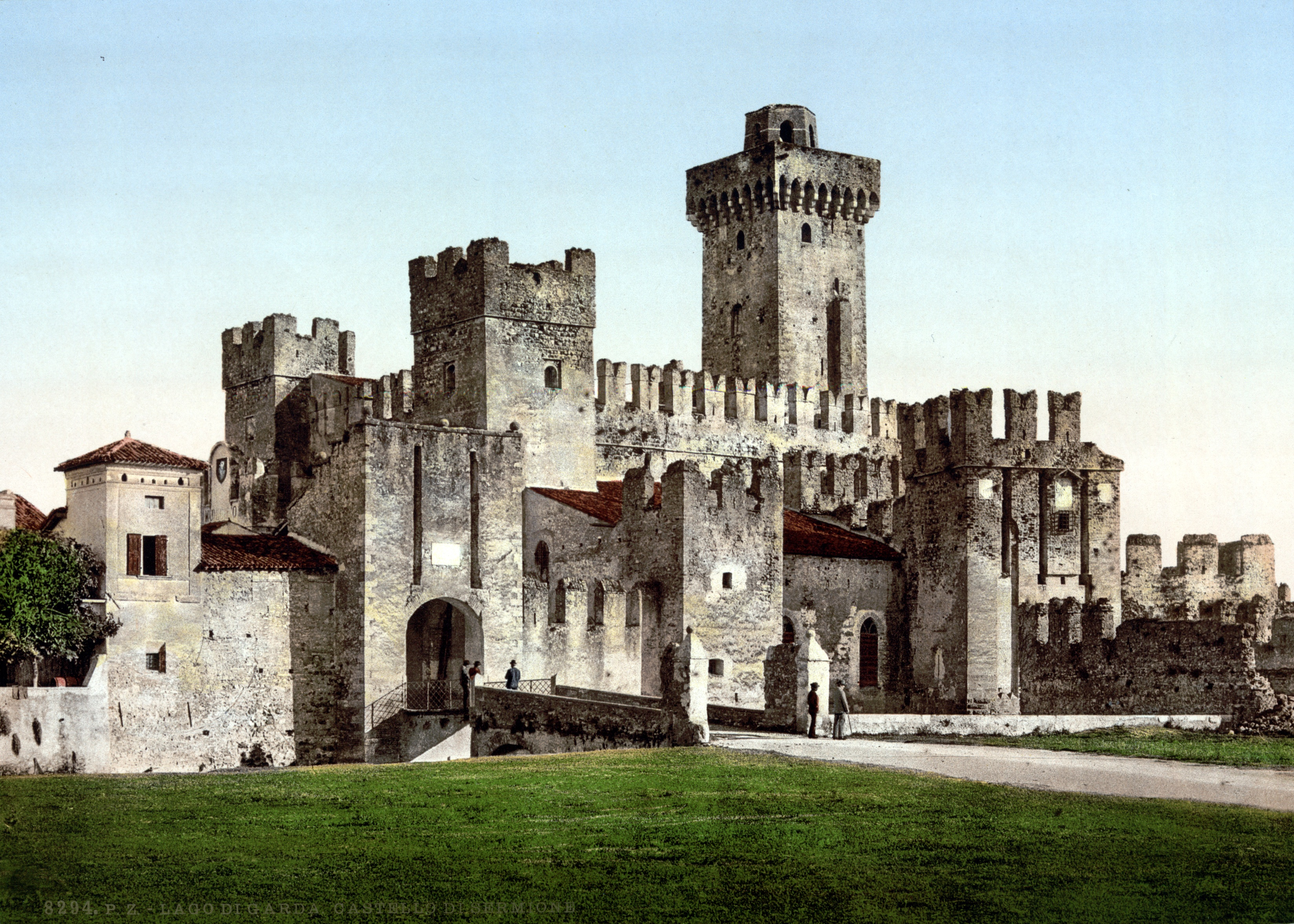
Scaligerburg khoảng 1900
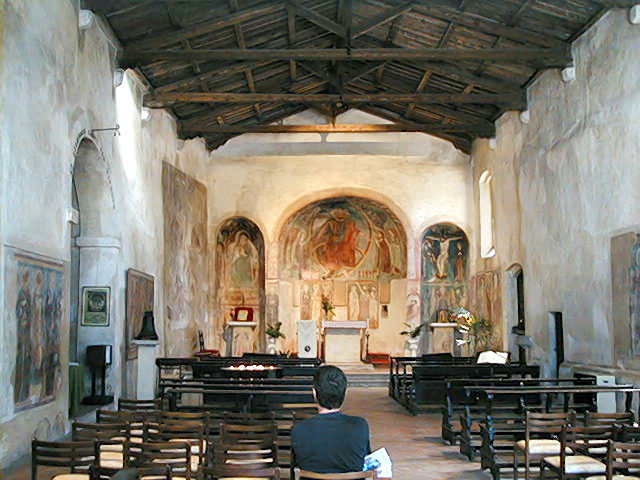
Nhà thờ San Pietro tại Mavino
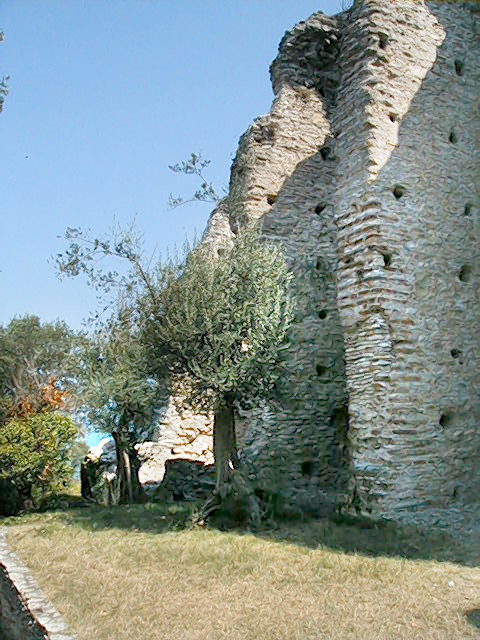
Hang đá Catull
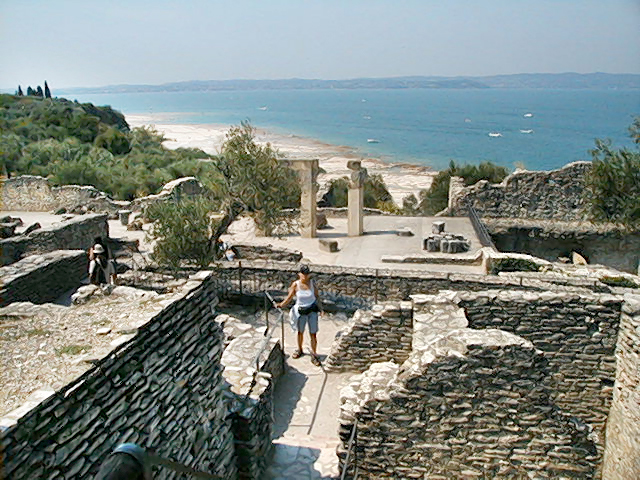
Hang đá Catull
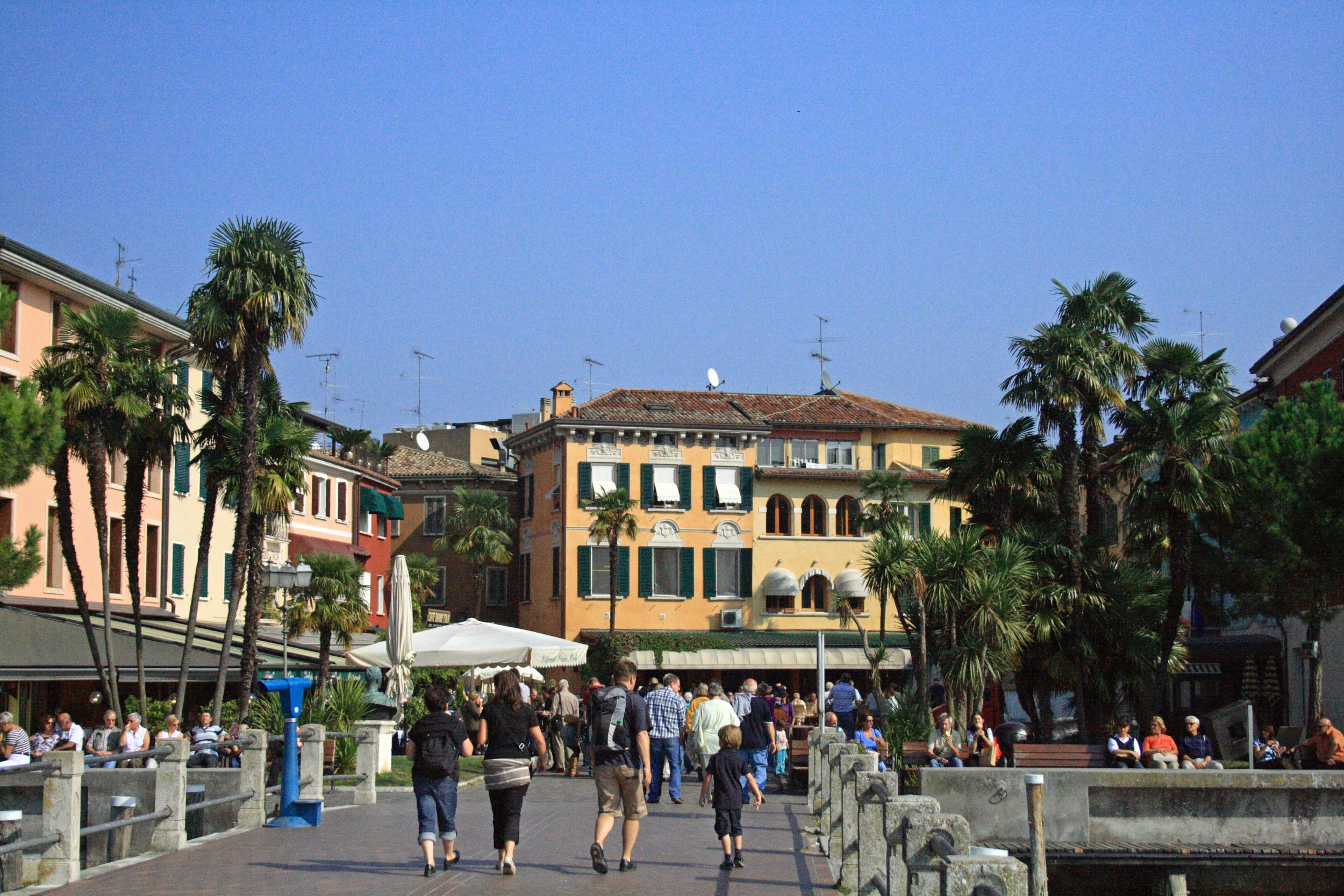
Piazza Carducci
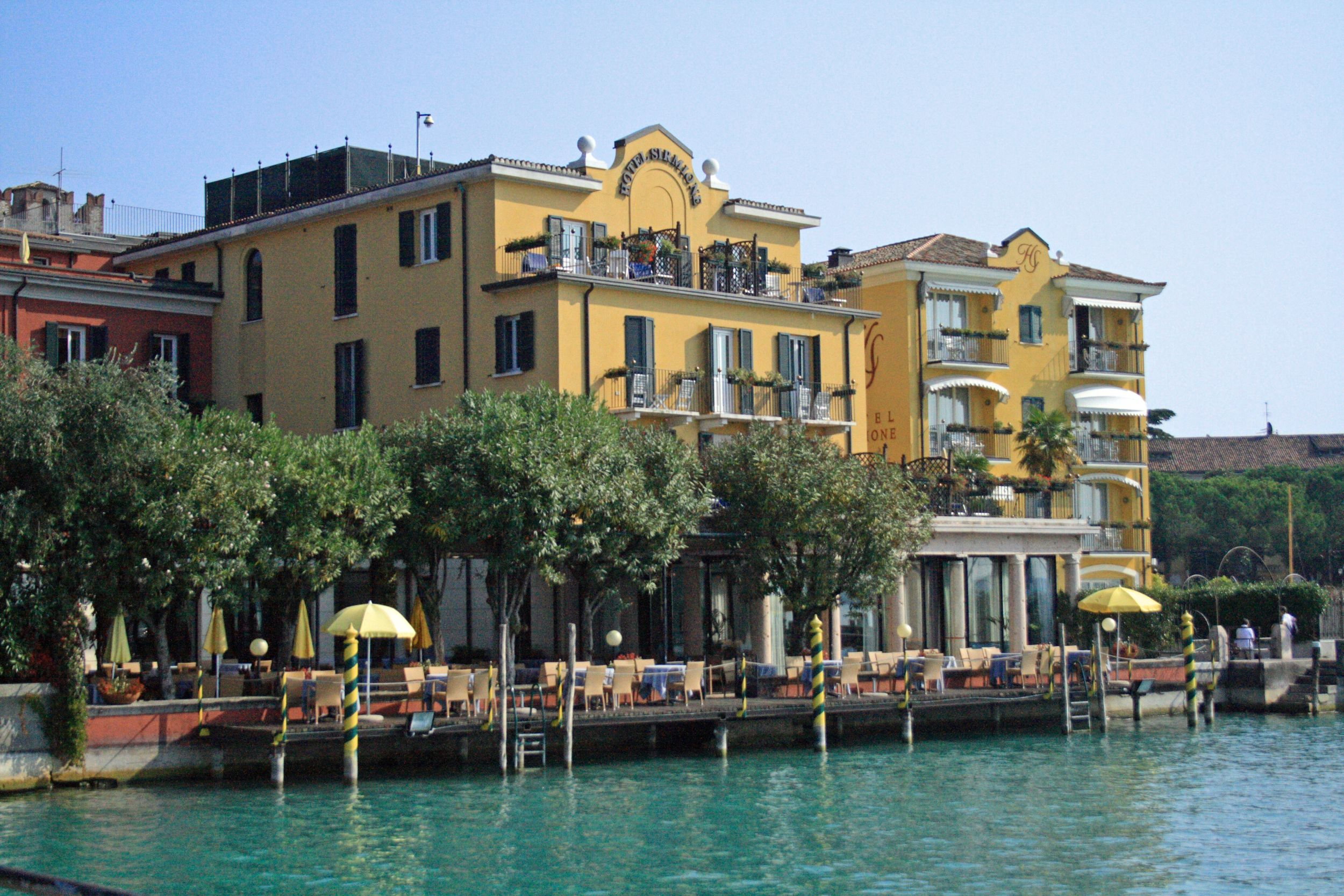
Bến tàu
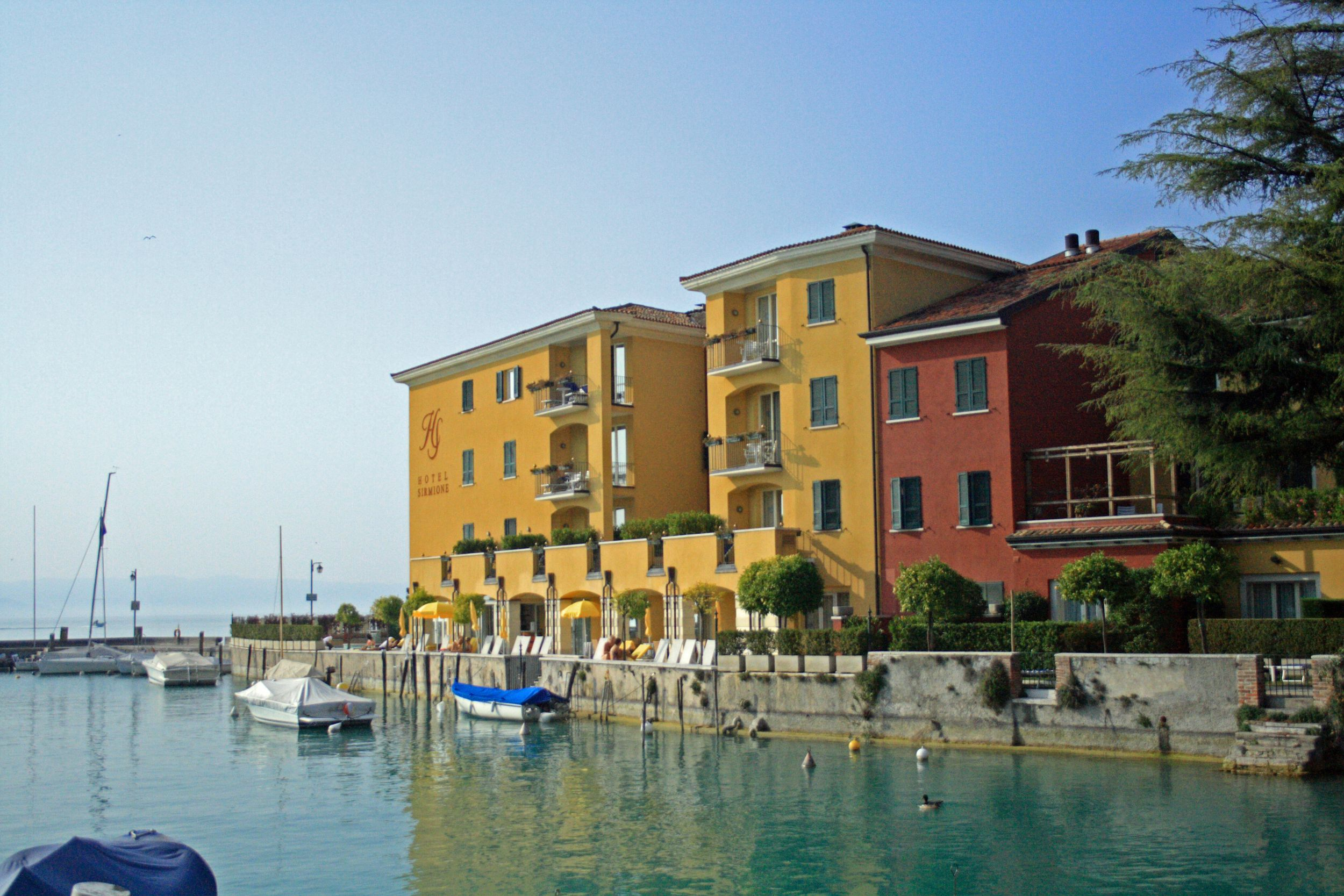
Khách sạn Sirmione
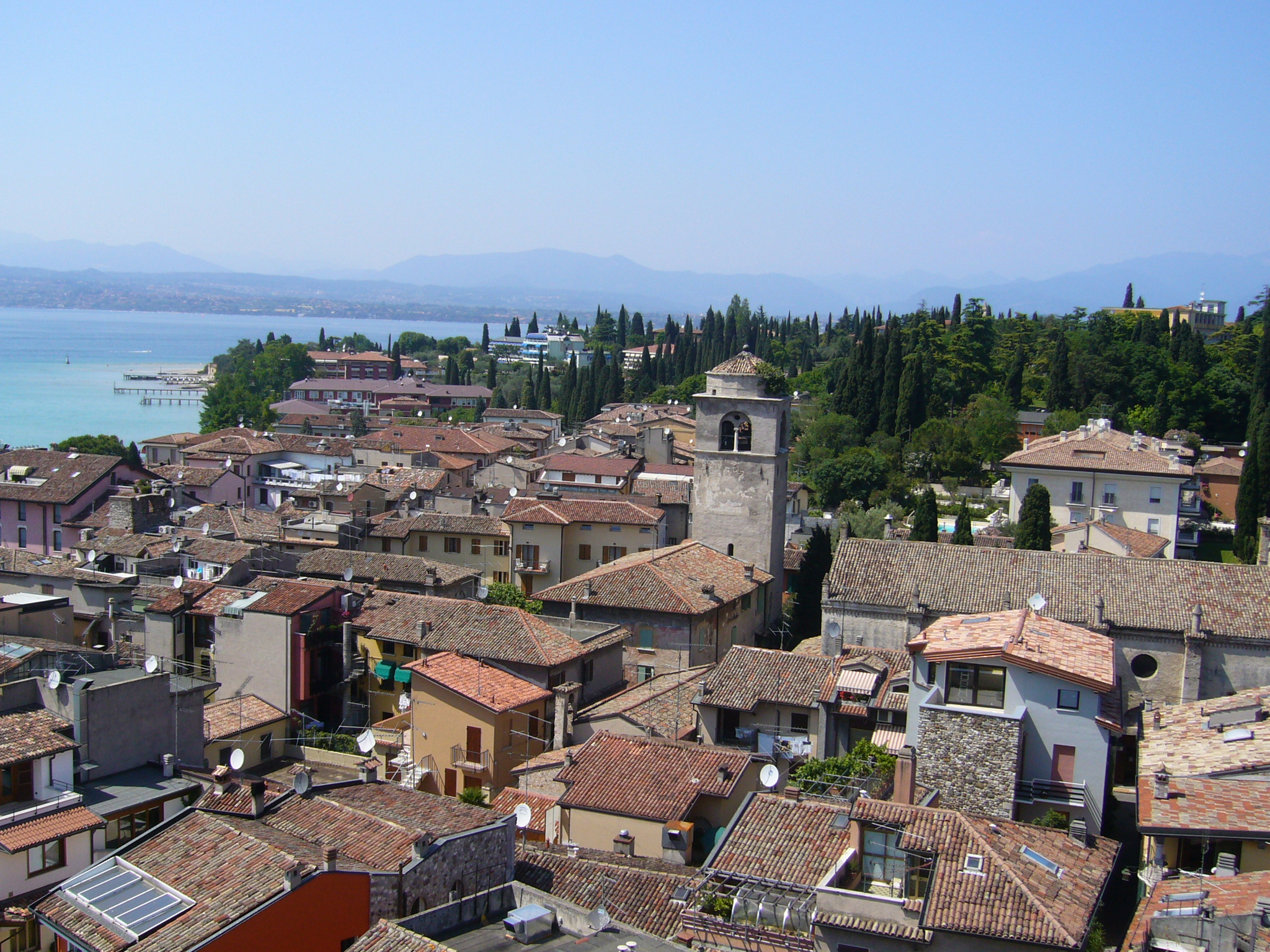
Viễn cảnh